# Neoconocephalus susurrator
Neoconocephalus susurrator är en insektsart som beskrevs av Walker, T.J. och Greenfield 1983. Neoconocephalus susurrator ingår i släktet Neoconocephalus och familjen vårtbitare. Inga underarter finns listade i Catalogue of Life.